# Aeródromo Paredes Viejas
El Aeródromo Paredes Viejas (OACI: SCVJ), es un terminal aéreo ubicado cerca de Marchigüe, Provincia Cardenal Caro, Región del Libertador General Bernardo O'Higgins, Chile. Es de propiedad privada.